# ネットゲーム (2ちゃんねる・5ちゃんねるカテゴリ)
ネットゲームは、匿名掲示板2ちゃんねる（2ちゃんねる (2ch.net)、2ちゃんねる (2ch.sc)、5ちゃんねる）のカテゴリの1つである。

## 概要
- ネットゲームに関する話題を扱う。ゲームカテゴリから分かれたカテゴリである。
- 実況系板・MMO板は、2ちゃんねる全板の中で書き込み数ランク上位にある。

## 歴史
- 2000年1月18日 - 現ネットゲーム板新設 (当時は箱庭諸島板)
- 2002年5月17日 - 現ネトゲ実況板新設 (当時はFF11板)
- 2002年10月24日 - ネットゲームサロン板・大規模MMO板・小規模MMO板新設
- 2002年10月25日 - ネトゲ速報板・ネトゲ質問板・ネットゲーム実況2板・ネトゲ実況3板新設
- 2015年11月30日 - PSO板、DQO板、FFO板新設

## 掲示板
2016年4月時点では12個の板からなる。ネトゲ実況1はFF11の隔離板だったため、他のMMOを隔離するために実況2と実況3が作られた。1と2と3を分ける明確な基準はないが、1はFF11、2はラグナロクオンラインを含む大型MMOと『モンスターハンター』、3は『マビノギ』を含む大型MMOと『ファンタシースターユニバース』である。2ちゃんねる管理人のひろゆき曰く、住民でかってに暗黙ルールつくって自由に使ってください、のこと。
運営がひろゆきからJimに移管した後、スレッド占有率の高かったFF11・FF14、DQ10、PSO2の各スレを分けるためそれぞれに専用の板が新設された。

### ネトゲ速報板
サーバーダウンやや新パッチなどのネットゲームに関するニュースなどを扱う板。

### ネトゲ質問板
ネットゲームに関する質問を扱う板。

### ネトゲ実況板
『ファイナルファンタジーXI』などのMMORPGの実況を行う板。元々はFF・ドラクエ板から隔離するために設置されたFF11板が始まりであるが、紆余曲折を経てネトゲ実況板という名前として落ち着いた。通称ネ実（ねじつ）と呼ばれる。内容は主としてスクウェア・エニックス（旧社名：スクウェア）より発売された『ファイナルファンタジーXI』の話題であるが、他のネットゲームのスレッドも存在する。元々運営がスクウェア・エニックスであった『ファンタジーアース ゼロ』もこの板で取り扱われているが、FF11プレイヤー≒ネ実民とは別のプレイヤー層であるためにネ実民とFEZプレイヤーの間には軋轢がある。特にFEZプレイヤーらが2ちゃんねるの運営に対し挑発行為をしたために、実況板であるネトゲ実況板の書き込み規制が40秒になったことにより、ネ実民から「だがFEZ、テメーはダメだ」と言われるようになりさらなる軋轢を生んだ。また、この板には糞スレ・ネタスレが乱立されており、削除の基準や板の位置づけで論争が行われていた。最終的に「ネトゲ実況板がネットゲームFF11の隔離板なのか否か」「隔離板なら取り扱う話題は何処までなのか」等について管理人の見解を求めたところ、
「実況系のサーバなので、自由に使ってもらちゃっていいんじゃないかと。。。」 （原文ママ）
この発言により、ネトゲ実況板は実況系サーバにある板だから、自由に扱って良いとの見解に落ち着く。
2008年に開催された第3回2ちゃんねる全板人気トーナメントでは優勝という功績を収めた。
FF14がサービスインした際にFF11、FF14、及び両方のプレイヤーが混ざり衝突が起きたが、2015年11月に新たにFFO板が開設され、FF14関連は徐々にそちらに移行された。2021年現在、FFO板は実質的にFF14板であり、FF11関連のスレッドはネトゲ実況で続いている。

#### 設置の経緯
FF11のベータテストが終わった時期に、製品版の映像が公式サイトで流され、その実況、祭りがFF・ドラクエ板で行われたほか、各種ネットゲームにはつきものな気に入らないプレイヤーを批判する行為『晒し』が頻繁に行われ、またFF・ドラクエ板住民との衝突もあり、異常なまでのサーバー負荷が原因で管理人に「FF11のために2ちゃんが潰れる」と言わしめた。その為ユーザーは戦術、合成、ネタ、晒し等のカテゴリに分かれて「したらば掲示板」に移行、総合的な話題や実況は2ちゃんねるに新設されたFF11板(仮)で行われることになった。やがてこのFF11板が板再編時にネトゲ実況となった。

#### 歴史
- 2002年5月16日 - 新設される。
- 2008年11月7日 - changiサーバーからdubaiサーバーへ移転。
- 2010年3月3日 - 韓国ドメインからの2ちゃんねるへのサイバーテロ事件によってdubaiサーバーのハードディスクが2台とも故障し、全てのログを消失。
- 2010年3月8日 - dubaiサーバーからyutoriサーバーへ移転。
- 2010年6月3日 - yutoriサーバからlive28サーバへ移転。

### ネトゲ実況2板
ラグナロクオンラインやモンスターハンターなどのMMO（モンスターハンターフロンティアは厳密に言えばMO）の実況を行う板。2013年1月、板のほとんどがMHFとガンダム関係のスレッドで占められている。ROの場合、2ちゃんねる以外の掲示板やホームページが発達しており、本スレ自体あまりにも雑談に特化しているためゲームの規模のわりに書き込み数は少な目のようである。通称ネ実2（ねじつ2）と呼ばれる。

#### 歴史
ネットゲーム黎明期といわれる2001年頃に登場した『ラグナロクオンライン』（以下ROと略す）は、登場するや否やクチコミでユーザーがユーザーを次々と呼び込む現象を起こした。人数の増加に伴い、ゲームがアップデートを行うたびにスレッドの勢いが信じられないような加速を見せ、時には本スレッドだけで大規模MMO板全体をダウンさせてしまうほどであり、以前より大規模MMO板を使用している人から「これほどの規模を持つネットゲームなら専用板に移行すべきだ」といった意見が根強かった。そんな中、当時非公開であった（この当時スレッド一覧に名前が無かった）ネットゲーム実況2板の存在が明らかにされ、それまで大規模MMO板から腫れ物のように扱われていたラグナロクオンライン系のスレッドがこちらに移住を始めた。オープン前に多くの住人の移住が完了していたため、板一覧に名前が表示された時点では完全にラグナロクオンライン専用板として機能していたことになる。このような経緯で、公開当時どのように扱うかを決めていなかったネットゲーム実況2板であったが、事後承諾という形で運営側からもラグナロクオンライン専用板として扱われるようになった。
しかしその後ROの運営会社であるガンホーがあまりにもユーザーサポートやゲームバランスの調整を軽んじる風潮であった（事実、数年間問題を先送りし、この間全く対策を打たなかったり、ネットゲーム史上に残るほどの大規模な冤罪BAN事件などを起こしたことがある）こともあり、次第にRO本スレでは「ラグナロク自体の話をすると荒れるから」という理由からゲーム自体の話をしなくなり、次第に雑談スレと化していった。しかし雑談スレになっていったとはいえその源流は間違いなくラグナロクオンラインであり、本スレの住民のほぼすべてがRO経験者、あるいは現役プレイヤーで構成されている。なお、現役プレイヤーがいるにも関わらずほとんどROの話がなされない理由は前述の通りであるが、稀にゲームの内容を質問する人がやってきても外部リンクを張って誘導するなど、以前のように忌避されている訳ではない。
※こうした運営チームの問題はラグナロクオンラインの項目を参照のこと。
2007年に『モンスターハンター フロンティア オンライン』（以下MHF）が登場すると、大規模MMO板に息を潜めていた一部のプレイヤーが「ほとんど使われていない板（ネトゲ実況2）が存在する」といった情報をMHF関係のスレッドに宣伝し始め、それを合図とするかのようにMHFのスレッドが大量に立てられた。突然始まった大規模な移住に、それまで存在していた原住民と移住民の間で「どうしていきなりネトゲ実況2に移住してきたんだ」、「どうしてゲームの話をしないのに専用板を持っているのか理解できない」などといった意見が繰り返し交わされた。しかし現在は議論が行われることもほぼ皆無となり、ごく稀に荒らしが追求するような一文を書き逃げする程度である。
2009年7月より『タワー オブ アイオン』のサービスが開始されると、一部のプレイヤーネトゲ実況2にスレッドを立てたが、確執を嫌ったプレイヤーが大規模MMO板にもスレッドを立てたことから分散状態となり、MHFの独占を脅かすほどにはいたっていない。その結果、大規模MMO板のほうが本スレになり自然消滅した。
2010年3月には韓国からのサイバー攻撃によりネトゲ実況板のあったdubaiサーバが破壊され、難民となったネ実の住人達がネットゲーム実況2板へ大量に流入したことでファイナルファンタジーXI関連スレや糞スレ・ネタスレが乱立してネ実2のスレが大量にdat落ちし、ネ実2の住人達との間で深刻な確執を引き起こしていた。2010年12月頃、「年末おペニペニ祭り」と称しネ実1の住人によって多数の「おペニペニスレ」が乱立されネ実2民から反感を買った。現在では運営によりおペニペニ祭りの関係スレは全て削除されている。
2012年に『機動戦士ガンダムオンライン』が登場、ネ実2に本スレのほか複数の関連スレッドが立つ。MHFとの軽い衝突はあったが比較的平和で（MHF自体がサービス開始から時間が経過し、勢いが落ち着いたというのもある）、現在はMHFと板を二分している。既にあるガンダム系の板、新シャア専用板や旧シャア専用板ではなくネ実2に立てた理由は、「あそこはガンダムについて話す板であってガンダムのゲームについて話す板ではないから」とされている。

#### ラグナロクオンライン関係スレッドの衰退
『ラグナロクオンライン』自体は人気が無いどころか（確かにその人気は減少傾向にはあるものの）、オリコン調べによれば日本国内におけるプレイヤー人数は300万人を超える日本最大のMMORPGである。しかし2013年4月現在、ネットゲーム実況2板におけるラグナロクオンライン関係のスレッドは本スレ以外すべて消えてしまい、完全に消滅してしまった。2chの過去ログによれば、2006年時点では流れが速い時は1時間に1スレッド消費することもあったが、2013年現在では10日で1スレ消費にも届かないほどである。
ここまで衰退した理由としては、
- 上記の理由から本スレッドが雑談スレと化し、2ch外部の掲示板が発達したこと。
- 韓国製ゲームという理由で嫌韓騒動が起きるたびにRO関係のスレッドに他板からの荒らしが大量に流れ込み荒らしまわることが多かったこと。
- もともと減少傾向にあったRO関係のスレッドがMHF民の大量移住の影響で目立たなくなり、次第に書き込み数が減少していったこと。
- たまにRO関係のスレッドは立てられるものの、もはや現役ROプレイヤーはネトゲ実況2板を見ていない状況であることから、スレッドが立ったことすら気づかず、立ったスレはそのまま自然消滅すること。

内部・外部問わず様々な事情があるにせよ、その大半は確執を嫌うがためにプレイヤーが自主的に2chのスレッドを使わなくなったことが原因である。

### ネトゲ実況3板
マビノギ、ファンタシースターユニバース、ファンタシースターオンライン、マスターオブエピック、ウィザードリィオンラインなどのMMOの実況を行う板。通称ネ実3（ねじつ3）と呼ばれる。過去には『大航海時代Online』の外部掲示板を嫌ったNotosイスパニアスレッドが存在したが、程なくして別の場所に移設した。2006年9月頃にPSUの祭の影響で人大杉（アクセス過多）になっていたこともある（この時のPSUのスレ速度は4万/日近くに達した）。

#### 歴史
- 2002年10月25日 ネットゲーム板からの隔離新設
- 別名「ネトゲの墓場」と一部では言われている。なぜ墓場かというと、大ゴケしたPSUを主として取り扱っていたからである。永らくマビノギ、PSU、PSO、MoEの話題を取り扱っていたが、2011年10月にウィザードリィオンラインが開始されると、徐々にWizOnのスレが増えていった（それまではネ実3にスレを立てても続かないタイトルがほとんどだった）。特徴的なのは、マビノギが勢いのある（投稿数の多い）本スレ1つだけ存在している状態に対し、他タイトルは各話題ごとにスレが乱立していることである。PSO2がサービス開始した今では、スレの大半がPSO2に関するものになっている。

### ネトゲサロン板
ネットゲーム関連の雑談や議論を行う板。正式名称は「ネットゲームサロン＠2ch掲示板」。2002年10月24日に開設された。
チートスレやRMTスレ、他にエミュレートサーバや、ネットゲームに関してのネタも扱う。ただし、これらの行為はゲームを運営している会社によって禁止されている内容、もしくは明確的に禁止していなくても著作権等の法律面でグレーゾーンである内容であることが多い。

#### ローカルルール
本来、実況以外は何でも有りであるべきサロン板に禁止内容が存在している。
- 存在するゲームタイトルは総合スレッドのみ可
- サーバー単位・派生スレ禁止

過去では、このような制限は存在していなかったが、2chの管理人である、ひろゆき直々の指令により禁止処置となる。経緯としてはネトゲサロン板の負荷が異常に高く、一日の書き込み数がニュース速報+板に匹敵するほどであったので、原因を調べるため、ネトゲサロン板の書き込み速度が速いスレッドを調査すると、ネットゲームプレイヤーを晒して叩くようなスレッドがほとんど上位であったため、運営側が『プレイヤーキャラ名の晒し』を禁止（あぼーん対象）にした。あぼーん対象とされないために板住民がキャラ名を伏字にしたり、「ここは雑談スレ」と言い張ったりするようになったので、運営側が『サーバー派生スレ』をスレスト対象にし、晒し系のスレッドはネットwatch板でやるように指示が出た。

### ネットゲーム板
インターネットに接続して遊ぶMMO以外のゲームに関する話題を扱う板。各ゲームのスレッドがたっている。正式名称は「ネットゲーム＠2ch掲示板」。ローカルルールはネットゲームのニュース速報、サーバーダウン、新パッチ、ネットゲームの質問、ネットゲームの実況、FF11、RO、ネタ、チート、BOT、RMT、MMO、18禁ゲームについての話題は板違いであり各専門板で行うべきとされている。1ゲーム1スレッドが原則である。単発質問はスレッドを立てずに質問スレで行うことが推奨されている。スレッドを立てる時はゲーム名をタイトルに入れ、本文に公式サイトのURLを書く事が推奨されている。晒し行為叩き行為は禁止されている。

#### 歴史
- 2000年1月18日に箱庭諸島板として新設
- 2000年8月10日 ネットゲームに改称
- 2011年11月27日 tokiサーバーからtoroサーバーに移転

### 大規模MMO板
課金サービスなど正式サービスを行なっているMMORPGに関する話題を扱う板。開始予定またはベータサービス中のMMORPGは板違いであり、小規模MMO板で扱う。正式サービスであればプレイヤー数やMMOとMOの違いといった区別はされていない。FF11やラグナロクオンラインなどといった参加者数が多く、スレッドが実況化しているところはサーバー負荷の関係からネトゲ実況板などの実況系の板で扱う。スレッドの進行が緩やかなところでも個人的な晒しや叩き行為が激しい状況（板違い行為）になった場合はネットウォッチ板に晒し専用スレを立て、そこへ誘導されることがある。2002年10月24日から25日にかけてにネットゲーム板の大分割が行われたが、当板は24日にネトゲサロン板、小規模MMO板と一緒に開設された。正式名称は大規模オンラインゲーム板であるが、この名前が使われることは殆どない。

### 小規模MMO板
稼働前のMMOやサービス終了したMMOやマイナーなMMOなどに関する話題を扱う板。2002年10月24日に大規模MMO板、ネトゲサロン板板とともにネットゲーム板から分割されて誕生した。当初は大規模MMO板との違いは大規模はメジャーなMMORPG、小規模はマイナーなMMORPGとMORPGという分類がされていたが、メジャーとマイナーの区切りが曖昧なことなどからこういった住み分けはほとんどされておらず、かわりに課金など正式サービスが開始されたMMO・MOスレッドは大規模へ、βサービス中のMMO・MOスレッドは小規模という区切りがされている。そのため正式サービスが開始された後は次スレは大規模MMO板というケースが多い。